# Батенкова-Бауман Юлія Вікторівна
Юлія Вікторівна Батенкова, в шлюбі Батенкова-Бауман (нар. 20 вересня 1983, м. Сімферополь, Кримська АРСР, УРСР) — українська біатлоністка, лижниця. Заслужений майстер спорту України.
Багаразова срібна та бронзова призерка зимових Паралімпійських ігор 2006 у Турині, Італія; зимових Паралімпійських ігор 2010 у Ванкувері, Канада та зимових Паралімпійських ігор 2014 у Сочі, Росія.
Чемпіонка зимових Паралімпійських ігор 2018 у Пхьончхані, Південна Корея.

## Біографія
Юлія Батенкова народилася 20 вересня 1983 року у м. Сімферополь, Кримська АРСР. З 5 до 8 років займалася гімнастикою. У результаті автомобільної катастрофи 1991 року отримала травму, що спричинила ампутацію правої руки. В аварії загинули її матір та брат.
Зараз займається лижними гонками та біатлоном у Волинському обласному центрі «Інваспорт».[джерело?]

## Спортивна кар'єра
Спортивну кар'єру Батенкова починала з тренувань у лютому 2002 року під керівництвом Валерія Дружиновича в тренера з легкої атлетики КДЮСШ та обласної ДЮСШ інваспорт Сергія Панасюка, який більше двох років запрошував її долучитися до спортивного життя та розпочати тренування. З червня 2002 р. продовжила тренуватися з Миколою Волчуком у легкій атлетиці — багаторазова чемпіонка України з легкої атлетики 2002-2004 р. на бігових дистанціях 200 м 400 м і 1500 м.
З осені 2004 року почала займатися зимовими видами спорту. Стала призеркою на етапах Кубків світу з лижних гонок сезону 2004–2005 років. Вона є майстром спорту України міжнародного класу з лижних гонок та біатлону (2005 рік, 2006 рік).
Батенкова стала чемпіонкою, срібною та бронзовою призеркою з лижних перегонок та срібною призеркою з біатлону Кубку світу 2007 року.
2008 року — срібною та триразовою бронзовою призеркою з лижних перегонів та біатлону Кубку світу 2008 року серед спортсменів з інвалідністю з ураженнями опорно-рухового апарату.
2009 року стала чемпіонкою та срібною призеркою з лижних перегонів Кубку світу в м. Сьюсьоен (Норвегія); чемпіонкою (на довгій дистанції) та дворазовою срібною призеркою (в естафеті, на середній дистанції) з лижних перегонів Чемпіонату світу 2009 року в м. Вуокатті (Фінляндія). Того ж року вона стала срібною призеркою (на довгій дистанції) з лижних перегонів та з біатлону фіналу Кубку світу 2009 року в м. Маунт-Вашингтон (Канада), а також чемпіонкою (на середній дистанції) з лижних перегонів та срібною й бронзовою призеркою з біатлону Кубку світу 2009 року в м. Вістлері (Канада).
У Чемпіонаті світу 2011 року, за результатами виступів, Юлія Батенкова здобула срібну та бронзову медалі у лижних перегонах (на довгій та середній дистанціях). На Кубку світу 2011 року спортсменка завоювала бронзову медаль у лижних перегонах із переслідуванням 7,5 км.
За результатами участі у Кубках світу 2012 року здобула чотири золоті та три срібні медалі.
На Чемпіонаті світу 2013 року в м. Солефтео (Швеція) виборола дві золоті нагороди в лижних перегонах (на довгій дистанції) та біатлоні (на короткій дистанції), також дві срібні медалі у лижних перегонах (на середній дистанції) та естафеті (змішаний клас). Вона є дворазовою срібною призеркою фіналу Кубку світу 2013 року.
У січні 2014 у м. Вуокатті (Фінляндія) виборола «срібло» (біатлон, гонка переслідування) та три «бронзи» (біатлон, коротка дистанція, 6 км; лижні перегони (середня та коротка дистанції). У м. Оберстдорф (Німеччина) здобула срібну (лижні перегони, середня дистанція 5 км класичний стиль) та бронзову медалі (лижні перегони, довга дистанція, вільний стиль 15км). У м. Оберрід (Німеччина) виборола «бронзу» у біатлоні (середня дистанція).
Нагороджена орденом княгині Ольги III ступеня (2006 рік) та ІІ ступеня (2010 рік).

## Параліміпійські нагороди

### Зимові Паралімпійські ігри 2006(Турин,Італія)
| Місце          | Дисципліна           |
| -------------- | -------------------- |
| Біатлон        |                      |
| Срібло         | 12,5 км, стоячи      |
| Лижні перегони |                      |
| Срібло         | 10 км, стоячи        |
| Бронза         | 5 км, стоячи         |
| Бронза         | 15 км, стоячи        |
| Бронза         | естафета, 3 x 2,5 км |

### Зимові Паралімпійські ігри 2010(Ванкувер, Канада)
| Місце          | Дисципліна                                         |
| -------------- | -------------------------------------------------- |
| Біатлон        |                                                    |
| Бронза         | 12,5 км, індивідуальна гонка, стоячи               |
| Лижні перегони |                                                    |
| Срібло         | 15 км, стоячи ( 7 секунд відставання від чемпіона) |
| Срібло         | 5 км, вільний стиль, стоячи                        |
| Срібло         | Естафета 2,5х4 км                                  |

### Зимові Паралімпійські ігри 2014(Сочі,Росія)

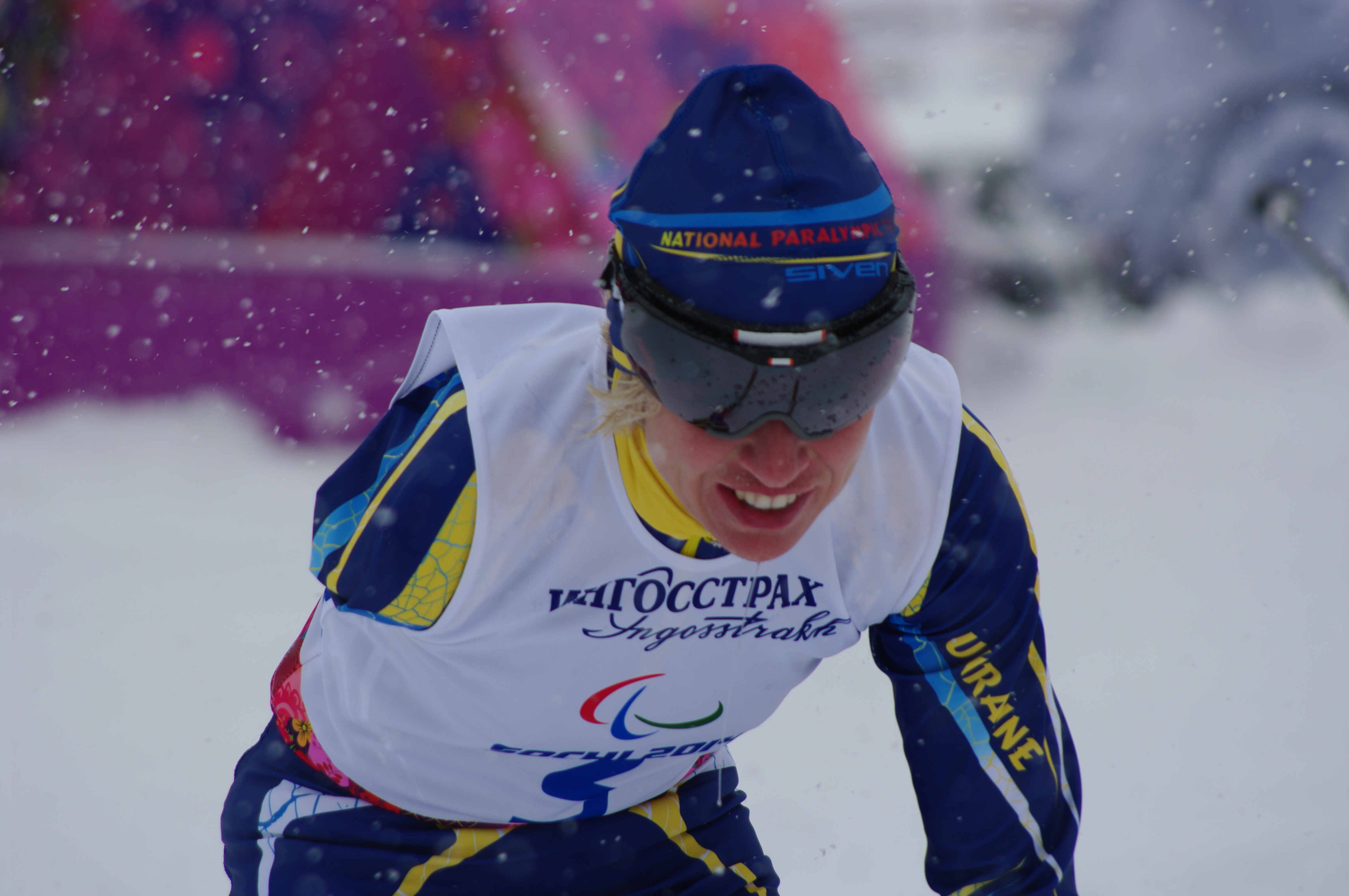
Юлія Батенкова-Бауман на зимових Паралімпійських іграх 2014 у Сочі, Росія

| Місце          | Дисципліна                  |
| -------------- | --------------------------- |
| Біатлон        |                             |
| Бронза         | 6 км, стоячи                |
| Лижні перегони |                             |
| Срібло         | 15 км, стоячи               |
| Срібло         | 1 км, спринт, стоячи        |
| Срібло         | 5 км, вільний стиль, стоячи |

### Зимові Паралімпійські ігри 2018(Пхьончхан,Південна Корея)
| Місце          | Дисципліна              |
| -------------- | ----------------------- |
| Лижні перегони |                         |
| Золото         | Естафета 2,5х4 км, мікс |